# Dorfkirche Weisin

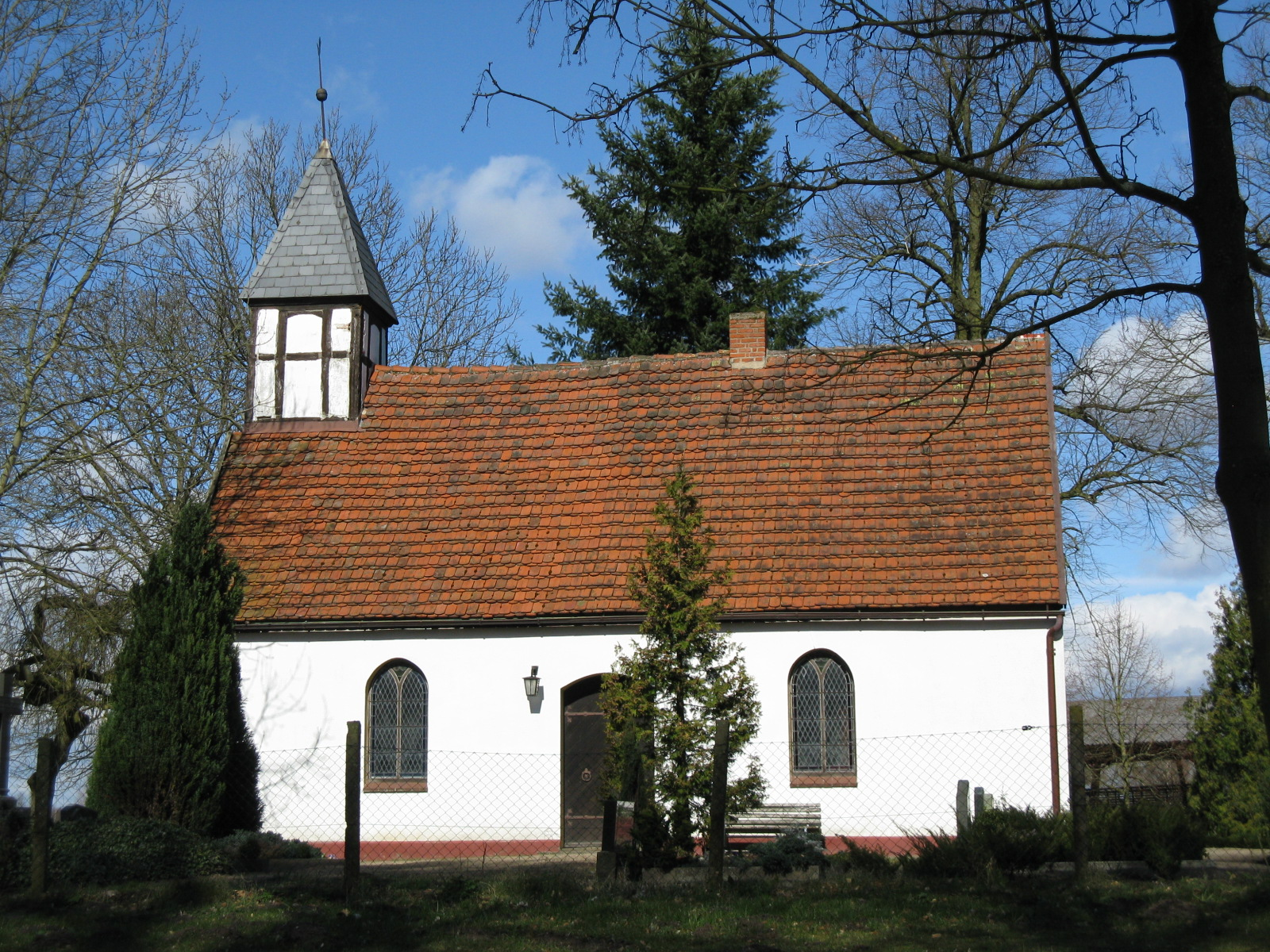
Dorfkirche Weisin, 2008

Die Dorfkirche Weisin ist eine kleine mittelalterliche Fachwerkkirche im mecklenburgischen Ort Weisin, einem Ortsteil der Gemeinde Passow im Landkreis Ludwigslust-Parchim in Mecklenburg-Vorpommern. Sie gehört zur Kirchgemeinde Benthen in der Propstei Parchim des Evangelisch-Lutherischen Kirchenkreises Mecklenburg in der Nordkirche.

## Geschichte
Weisin, zwischen dem gleichnamigen Weisiner See und der Elde gelegen, wurde erstmals urkundlich 1235 erwähnt, als Bischof Brunward von Schwerin das Dorf und die Pfarre zu Kuppentin legte. Wann Weisin diesem Sprengel wieder entzogen wurde und zur Kirche nach Benthen kam, ist nicht bekannt. Vermutlich geschah es schon im 13. Jahrhundert, kurz nach Fertigstellung der Benthener Kirche, die am 5. Juli 1267 geweiht wurde. Seitdem betreute der Benthener Pastor auch die Einwohner von Weisin. Das war auch die Zeit, als nach 1271 die von Preen als werlesche Vasallen auf Weisin, Kuppentin, Lalchow und Zahren (Zahrensdorp) saßen. Um 1350 hatten neben den von Weisin mit ihren fünf Hufen Land auch die von Lobeck und von Dessin, und ab 1363 sogar das Kloster Dobbertin Besitz und Einkünfte in Weisin. Die von Weisin waren eine zahlenmäßig kleine Familie und gaben ihren Stammsitz in Weisin daher recht früh auf. Die Familie von Weisin starb 1715 aus.
Die Familien von Weltzien erwarben um 1370 erste Anteile an Weisin. Doch erst ab 1509 besaßen sie Weisin ununterbrochen bis 1701. Danach hatte Friedrich von Restorff für 10.900 Taler Wesin auf zehn Jahre im Pfandbesitz. Der Vertrag wurde 1711 verlängert, aber 1733 kaufte Bernhard von Stralendorff das Gut aus der Restorffschen Konkursmasse.
Da die Familien von Weltzien und von Passow in mehreren benachbarten Dörfern Besitzanteile hatten, blieben Auseinandersetzungen, so auch zum Kirchenpatronat, nicht aus. 1565 kam es zwischen Joachim von Passow auf Passow und Magdalena von Weltzien auf Weisin zum Streit um Anteile des Weisiner Gutes und dem Kirchenpatronat zu Benthen, an dem auch der Mecklenburgische Hofmarschall und Klosterhauptmann von Dobbertin, Jürgen von Below beteiligt war. Die Beklagten wurden freigesprochen, da der Kläger vor Gericht nicht erschienen war.
Danach wechselten ständig die Besitzverhältnisse in Weisin. Von 1728 bis 1782 sitzen die von Rieben auf Weisin ein Jahr später folgt Gerhard von Levtzow. 1784 ist Peter Langfeld und ab 1819 sind die von Boddien auf Weisin, ab 1837 dann ein Johann Friedrich Hofschläger der Besitzer.

## Baugeschichte
Ursprünglich gab es eine hölzerne Kapelle. Weisin war bis 1833 alleinige Patronatskirche der Familien von Weltzien auf Benthen. Im Visitationsprotokoll von 1557 wurde sie schon als Filiale von Benthen genannt. Während der Zeit des Dreißigjährigen Krieges wurden das Dorf und ihre Kirche wegen ihrer Abgeschiedenheit kaum zerstört. 1773 ist aus den Berichten des damaligen Pastors Gustav Drosten zu entnehmen, dass die Weisiner Kapelle sehr baufällig war. Erst 50 Jahre später, kurz vor dem Einsturz, wurde mit dem Ausmauern der Fachwerkwände begonnen und die Kirche 1820 wieder geweiht. Pastor Johann Samuel Hintze schrieb darüber: „… die sämtlichen Herrschaften, wie die Gemeinde vergoßen häufig Thränen, und mit den Thränen in den Augen dankte mir der Herr Obrist Johann Caspar von Boddien und dessen Gemahlin …“.
Keine hundert Jahre später war der Bauzustand schon wieder so schlecht, dass ein „Durchbau erforderlich wurde“. Vom alten Fachwerk des Kirchengebäudes blieben nur noch die beiden oberen Giebel und das Dach mit dem Dachreiter erhalten. Die Außenwände wurden ringsum massiv neu aufgemauert. Die Kirchweihe fand am 24. August 1913 mit Superintendent Behm aus Parchim statt.
Nach notwendigen Dachreparaturen 1948 und 1952 erfolgten anlässlich der 750-Jahr-Feier 1985 weitere größere Sicherungs- und Sanierungsarbeiten an der Kirche. Durch Feierabendbrigaden wurden Dachbalken ausgewechselt, das Dach mit alten Ziegeln umgedeckt, die Elektroanlage und der Außenputz erneuert. 1990 erhielt die Kirche einen neuen Fußboden und die Außenfassaden einen weißen Anstrich. 1999 gab es wieder einen Stromanschluss. Umfangreiche Sanierungsarbeiten werden 2022 durchgeführt. Neues Mobiliar, darunter 50 Stühle und drei Bänke, spendete die Kirche Notorf bei Neumünster.

## Baubeschreibung

### Äußeres

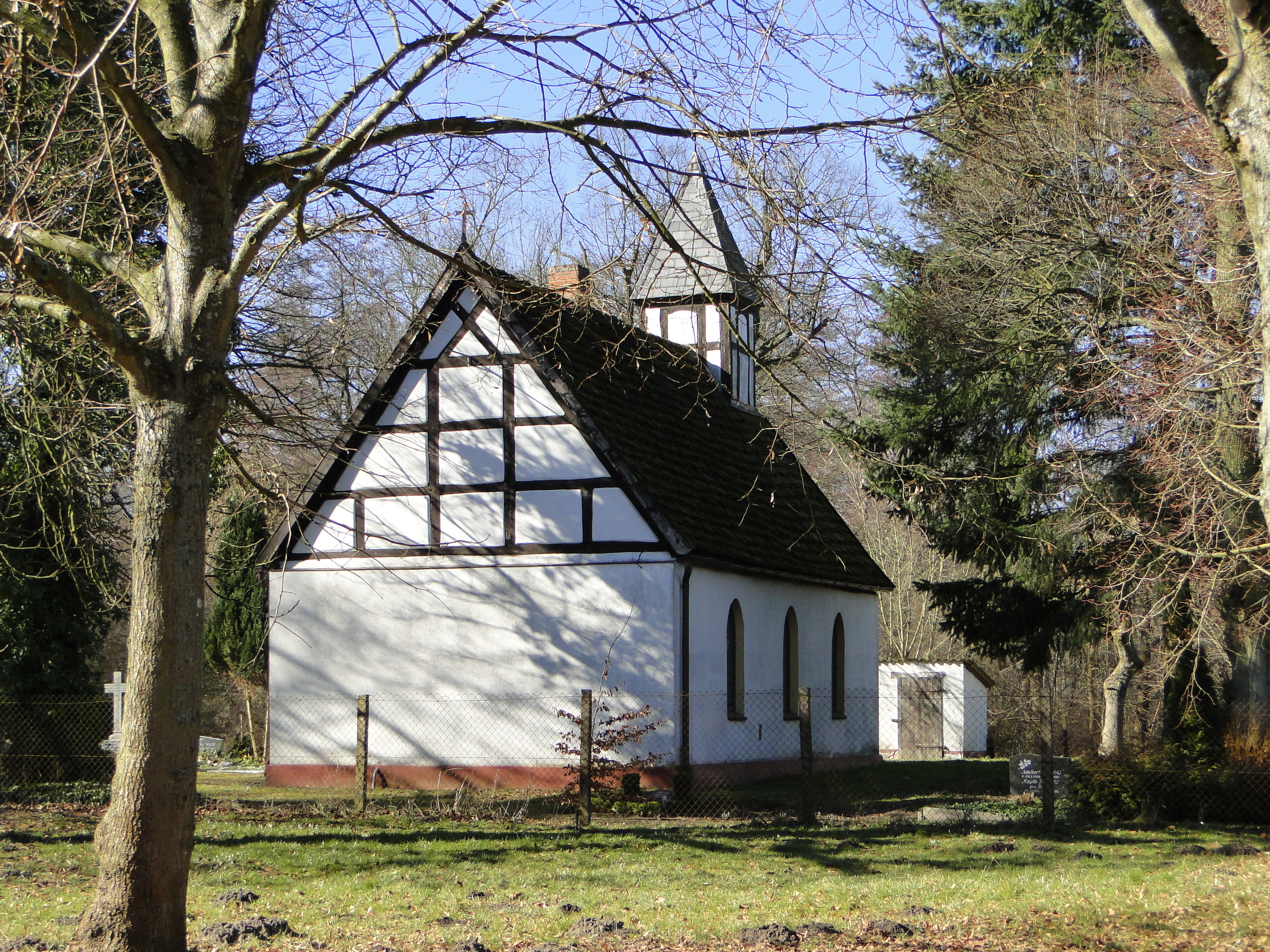
Nordostansicht, 2013

Die heutige Kirche ist ein flacher rechteckiger Fachwerkbau, deren Grundwerk noch aus dem Mittelalter stammt. Das genaue Alter ist nicht bekannt.
Die Außenwände wurden 1913 massiv aufgemauert, glatt verputzt und weiß gestrichen. Die zwei rundbogigen Fenster auf der Südseite und die drei auf der Nordseite sind mit verbleitem Rautenglas versehen. Am Ende des Westgiebels steht in dem mit Biberschwanzziegeln eingedeckten Satteldach ein kleiner quadratischer Fachwerkturm mit einem Pyramidendach. In dem sogenannten Dachreiter hängt eine kleine Bronzeglocke.

### Inneres
Die schlichte und einfache Innenausstattung mit dem Gestühl, dem Altar und der Kanzel stammt von 1913. Dies trifft auch auf die Bleiverglasung der Fenster mit dem Wappen der Stifter und das Harmonium zu.
Bei einem Altarbrand am 26. Mai 1960 verbrannte neben der Altardecke auch das Altargemälde. Das neue Gemälde Im Garten Gethsemane fertigte die Schweriner Kunstmalerin Vera Kopetz 1960 an. Das geschnitzte Kruzifix auf dem Altar sowie die Paramente vom Altar und der Kanzel sind eine Spende von Ehrenfried von Wolfersdorff, dessen Familie vor der Enteignung 1945 die letzten Gutsbesitzer in Weisin waren. Der hölzerne Taufständer mit den Symbolen Kreuz und Kelch sowie Hinweise auf die Bibelstelle Römer 6 und Matthäus 28 und seiner achteckigen Messingschale stammt vermutlich aus dem 17. Jahrhundert.
Die kleine, im Dachreiter hängende, 43 cm Durchmesser große Bronzeglocke wird mit einem Strang geläutet. Durch den Umguss sind die Majuskeln (lateinische Großbuchstaben) der Inschrift unlesbar geworden. Es lässt aber darauf schließen, dass sie aus dem 14. Jahrhundert stammt und bereits im Glockenstuhl der früheren Kapelle gehangen hat. Denn die Glocke in der Benthener Mutterkirche wurde 1593 durch den Lübecker Gießer Hans Kafolt gegossen.

## Kirchhof
Auf dem Kirchhof finden sich die Grabstätte von Alfred von Wolffersdorf (* 1867; † 1941) und Gedenksteine für Alfred von Wolffersdorf (* 1916, gefallen 1943 in Salerno) und Ehrenfried von Wolffersdorf-Weisin (* 1910; † 2000 in Braunschweig).

## Heutige Kirchengemeinde
Zur Evangelisch-Lutherischen Kirchengemeinde Benthen mit Kirche gehören neben Weisin mit Kirche noch die Orte Charlottenhof, Neu Benthen, Passow mit Kirche, Tannenhof, Weltzin und Werder. Die Kirchengemeinde Benthen mit Pfarrsitz ist verbunden mit der Kirchengemeinde Granzin mit Kirche.

### Gedruckte Quellen
- Mecklenburgisches Urkundenbuch

### Ungedruckte Quellen
Landeshauptarchiv Schwerin (LHAS)
- LHAS 3.2-3/2 Landeskloster Malchow Klöstergüter, -dörfer und -höfe Nr. 524.
- LHAS 5.12-4/3 Ministerium für Landwirtschaft, Domänen und Forsten, Abt. Siedlungsamt, Nr. 1575 Ritterschaftliches Landgut Weisin.
- LHAS 9.1-1 Reichskammergericht 1495–1806.

Landeskirchliches Archiv Schwerin (LKAS)
- LKAS. OKR Schwerin, Specialia Abt.1 Benthen, Passow, Weisin Nr. 500, Nr. 753 Weisin.
- LKAS, OKR Schwerin, Pfarrarchiv Benthen, Nr. 08 Bauten und Inventar, Reparaturen an der Kapelle zu Weisin 1948. 1953.
- LKAS, OKR Schwerin, Pfarrarchiv Lancken, Nr. 07 Kirchhof zu Weisin 1941.